# Tidal (Musikstreaming)
Tidal ist ein kostenpflichtiger Musikstreaming-Dienst, der 2014 von der Technologiefirma Aspiro AB gegründet wurde.

## Unternehmen
Nachdem die norwegisch-schwedische Technologiefirma Aspiro AB bereits seit 2010 mit WiMP einen Musikstreaming-Dienst angeboten hatte, wurde 2014 zusätzlich Tidal gegründet. Aspiro wurde im März des Jahres 2015 von dem Rapper Jay-Z übernommen. Daraufhin startete Tidal unter anderem mit dem Hashtag „#TIDALforAll“ eine großangelegte Werbekampagne in sozialen Medien. Auf einer Pressekonferenz am 16. März 2015 wurde bekannt gegeben, dass neben Jay-Z 16 weitere Künstler zu den Anteilseignern gehörten, darunter Beyoncé, Prince, Rihanna, Kanye West, Daft Punk, Jack White, Madonna, Alicia Keys, Usher, deadmau5, Nicki Minaj und J. Cole.
Bei der Eröffnung des Dienstes standen über 25 Millionen Musiktitel und 85.000 Musikvideos zur Verfügung, im Februar 2021 waren es mehr als 70 Millionen Lieder und 240.000 Musikvideos. Darüber hinaus ermöglicht Tidal den Import von Wiedergabelisten anderer Streaming-Anbieter. Tidal ist derzeit (Mai 2023) in 61 Ländern verfügbar, darunter auch in Deutschland, Österreich und der Schweiz.
Nach eigenen Angaben hatte Tidal im September 2015 eine Million zahlende Abonnenten, im März 2016 drei Millionen, im Oktober 2016 nur noch 1,1 Millionen. Ein Bericht der norwegischen Zeitung Dagens Næringsliv widersprach diesen Angaben jedoch: Internen Dokumenten zufolge, die der Zeitung vorlägen, habe es im September 2015 nur 350.000 Abonnenten gegeben, im März 2016 nur 850.000. Tidal hatte schon früher zugegeben, die Abonnentenzahl zu hoch angegeben zu haben, dies aber den vorherigen Eigentümern angelastet.
Im März 2021 gab Jack Dorseys Zahlungsunternehmen Square den Erwerb einer Mehrheitsbeteiligung an Tidal für 297 Millionen US-Dollar bekannt. Jay-Z soll im Vorstand des Unternehmens bleiben.
Im November 2021 kündigte Tidal eine direkte Künstlervergütung an. 10 Prozent der monatlichen Gebühr von TIDAL-HiFi-Plus-Abonnenten sollen an den im jeweiligen Monat persönlich meistgehörten Künstler gehen.
Seit April 2024 verfügt Tidal nur noch über ein einziges Abo, welches um ein DJ-Add-On erweitert werden kann. Das HiFi-Plus-Abonnement steht nicht mehr zur Verfügung.

## Technik
Tidal hat bis 2024 unter anderem mit einer verlustfreien Datenkompression für sich geworben. Der früher verwendete proprietäre MQA-Standard (mit der Tidal-HiFi-Plus-Mitgliedschaft) ist jedoch verlustbehaftet und für die Dekodierung fallen indirekt weitere Lizenzgebühren an.
Seit Juli 2024 verwendet Tidal nicht mehr den MQA-Standard und setzt stattdessen auf den offenen FLAC-Standard.

## Rezeption
Rezensenten lobten 2015 bei der Einführung der deutschen Ausgabe von Tidal die damals im Vergleich zu anderen Streamingdiensten wie beispielsweise Apple Music oder Spotify deutlich bessere Klangqualität.